# Кујед (Арад)
Кујед (рум. Cuied) насеље је у Румунији у округу Арад у општини Бутени. Oпштина се налази на надморској висини од 156 m.

## Становништво
Према подацима из 2002. године у насељу је живело 776 становника, од којих су сви румунске националности.